# 개운산
개운산(開運山)은 대한민국 서울특별시 성북구에 있는 산이다. 안암산(安岩山), 진석산(陳石山)이라고도 한다. 높이는 해발 134m이다.

## 위치
개운산 남쪽 기슭, 안암동사거리에서 북쪽으로 큰 길을 따라 올라가 안암동5가 157번지 뒷산의 이어진 봉우리가 높이 둘러 선 아래에는 개운사가 있다. 개운사는 태조 5년(1396) 왕사 무학이 창건하였는데, 처음에는 지금의 고려대학교 이공대 부근에 짓고 이름을 영도사(永導寺)라 하였다. 정조 3년(1779)에는 원빈 홍씨가 세상을 떠나자, 그 부근에 묘소를 정하고 영명원(永明園)이라고 하였는데, 절이 원묘에서 가깝다 하여 북쪽으로 옮겨 짓고 이름도 개운사라고 고쳤다.

## 현황
개운산 일대는 1936년 경성부로 편입되어 신흥 주택가로 각광받으면서, 서쪽 기슭인 돈암동과 동선동 일대에 전차가 가설되고, 인구 집중도가 높은 주거지로 변하였다. 따라서 1940년에 개운산 일대는 공원지역으로 고시되었다.
이에 앞서 1934년에는 현재의 고려대학교 전신인 보성전문학교의 안암동 건물이 신축되어 자리하게 되었다. 개운산 주위에는 남쪽으로 고려대학교, 서쪽으로 성신여자대학교, 북쪽으로 서라벌중 · 고등학교가 위치하였지만 1956년 3월 설립되었던 서라벌고등학교는 1958년 4월 이곳으로 이전하였다가 1998년 2월, 중계동으로 이전하였다.
현재 개운산의 표고 75m 이상 지역은 임야지역을 이루고 있으며, 그 이하는 주택가와 학교 건물들이 자리하고 있다. 광복 이전만 하더라도 이 일대의 야산은 울창한 산림으로 되어 있어, 인근 마을 사람들의 휴식처가 되기도 하였고, 낙엽이나 나무의 잔가지들은 땔감으로도 이용되어 왔다. 그러나 광복과 함께 많은 월남민들이 산비탈에 정착하면서부터 나무를 마구 베어냈고, 6 · 25전쟁 때 미아리~종암동을 잇는 국군의 서울 방어 저지선이 바로 이 능선이었으므로, 포격전에 의해 많은 나무가 불타서 한때는 민둥산이 되었다.
그 후 1960년대 말부터 시작된 조림과 식목사업으로 수령 50~60년 된 나무들이 자라고 있고 개운산 채석장 돌산 부근에 있어 미아리촬영소라 불리었던 영화촬영소는 1960년대에서 1980년대까지 존재하였지만 영화촬영소는 없어졌고 1982년 근린공원으로 지정되어 인근 주민의 휴식공간으로 기능하며, 산 중턱 이상까지 도로가 놓여져 접근하기 쉽다.

## 전해오는 이야기
개운사라는 절이 있어 붙여졌다고 전해지는데 개운사는 조선 태조 이성계의 왕사인 무학대사가 1396년에 세웠다. 또한 안암동에 있어 ‘안암산’으로, 종암제1동의 진씨(陳氏) 성을 가진 사람의 채석장이 있어 진석산(陳石山)이라고 불렸다. 이것이 지금까지 미아리 돌산으로 알려진 원인이 되었다.
하지만 "동사열전(東師列傳)"에 보면 고종이 왕위에 오르기 전에 영도사의 도문 스님 처소에서 주로 양육되었는데, 언젠가 영도사에서 노닐다가 절의 한 모퉁이에 이름을 써놓았고, 왕위에 오른 다음 절 이름을 나라의 운명을 새롭게 열었다는 뜻으로 개운사라 하였다고 전하면서 20세기 이후 한국 교육불사와 진보적 불교운동을 주도해 온 역사를 가지고 있다.
1926년부터 근대 불교의 대석학이었던 박한영 스님이 머물면서 강원을 이끌어 나갔던 일이 그 시초였고, 1970년대 부속암자인 대원암에 탄허 스님이 머물면서 역경사업에 종사하였던 일이 그 전통을 계승하였고 1981년부터 중앙승가대학이 교육 도량으로 사용, 젊은 학인스님들이 불교진보운동의 핵심을 담당하고 있다는 평가를 받고 있다.

## 개운산 공원
개운산공원은 성북구 중심에 위치하여 있다. 공원 내에는 산책로, 정자, 지압보도 등이 적절하게 배치되어 심신이 지친 구민들을 어루만져주고 있으며 테니스장, 운동장, 배드민턴장 등이 있어 생활체육을 즐기기에도 좋은 곳이다. 공원 내에는 개운산 스포츠센터, 배드민턴장, 테니스장, 운동장 등이 있고 주변에는 성신여자대학교와 고려대학교가 있다.

## 같이 보기
- 개운사 (서울)
- 고려대학교
- 성신여자대학교